# Nunatak Ruiz
Nunatak Ruiz är en nunatak i Antarktis. Den ligger i Västantarktis. Argentina, Chile och Storbritannien gör anspråk på området. Toppen på Nunatak Ruiz är 32 meter över havet.
Terrängen runt Nunatak Ruiz är kuperad åt sydväst, men åt nordost är den platt. Trakten är obefolkad. Det finns inga samhällen i närheten.